# 885 Ulrike
885 Ulrike је астероид главног астероидног појаса. Приближан пречник астероида је 33,43 , 
а средња удаљеност астероида од Сунца износи 3,094 астрономских јединица (АЈ). 
Инклинација (нагиб) орбите у односу на раван еклиптике је 3,305 степени, а орбитални период износи 1988,056 дана (5,443 година). Ексцентрицитет орбите астероида износи 0,189. 
Апсолутна магнитуда астероида износи 10,70 а геометријски албедо 0,083.
Астероид је откривен 23. септембра 1917. године.